# ミス・アンの秘密の日記
『ミス・アンの秘密の日記』（英: The Secret Diaries of Miss Anne Lister）は、2010年にイギリスのBBCで放映されたテレビ映画。 
日本ではLaLa TVにて放映。タイトルは『アン・リスター 秘密の日記』（初: 2011年9月3日）である。

## 概要
19世紀のイギリス・ヨークシャーに実在したアン・リスターの半生を描いた映画。400万語の暗号で書かれた日記をもとに、その大胆な人生をスキャンダラスに描く。

## キャスト
- アン・リスター：マキシン・ピーク
- マリアナ：アンナ・マデリー
- アン・ウォーカー：クリスティン・ボトムリー
- ティブ・ノークリフ：スーザン・リンチ
- 叔母：ジェマ・ジョーンズ
- 叔父：アラン・デヴィッド
- チャールズ・ロートン：マイケル・カルキン
- ブラウン嬢：ティナ・オ・ブライエン
- クリストファー・ローソン：ディーン・レノックス・ケリー
- マーク・トリスタン・エクルズ（クレジットなし）

## 上映
- 2011年（第20回）東京国際レズビアン&ゲイ映画祭（10月10日）[4]

## 評価
「The Daily Telegraph」ではマキシン・ピークの演技が称賛された。